# Husskäret
Husskäret är en ö i Finland. Den ligger i Norra Östersjön och i kommunen Kimitoön i den ekonomiska regionen  Åboland i landskapet Egentliga Finland, i den sydvästra delen av landet. Ön ligger omkring 77 kilometer söder om Åbo och omkring 150 kilometer väster om Helsingfors.
Öns area är 1,2 hektar och dess största längd är 160 meter i sydöst-nordvästlig riktning. Ön höjer sig omkring 5 meter över havsytan.